# Агломерація Ріо-де-Жанейро (мезорегіон)
Агломерація Ріо-де-Жанейро (порт. Mesorregião Metropolitana do Rio de Janeiro) — адміністративно-статистичний мезорегіон в Бразилії, входить в штат Ріо-де-Жанейро. Населення становить 12 400 865 чоловік на 2006 рік. Займає площу 10 222,03 км². Густота населення — 1213,15 чол./км².

## Склад мезорегіону
В мезорегіон входять наступні мікрорегіони:
1. Серрана
2. Ітагуаї
3. Макаку-Касерібу
4. Васорас
5. Ріо-де-Жанейро

| Бразилія | Це незавершена стаття з географії Бразилії. Ви можете допомогти проєкту, виправивши або дописавши її. |